# Tron: Uprising (album)
Tron: Uprising è un album in studio del musicista statunitense Joseph Trapanese, pubblicato l'8 gennaio 2013. L'album contiene la colonna sonora della serie televisiva animata Tron - La serie.

## Descrizione
L'album è stato composto e diretto da Joseph Trapanese, che aveva in precedenza già arrangiato la colonna sonora dei Daft Punk per Tron: Legacy. L'album è stato distribuito in download digitale, nei formati FLAC ed MP3, e in formato fisico, in CD, dalla Walt Disney Records l'8 gennaio 2013.

## Tracce
1. Beck's Theme – Lightbike Battle – 3:57
2. Tesler Throwdown – 4:13
3. Paige's Past – 3:53
4. Lux's Sacrifice – 4:51
5. Price Of Power – 5:01
6. Rescuing The Rebellion – 3:07
7. Dyson Drops In (Scars Suite) – 2:11
8. Tron's Promise (Scars Suite) – 4:42
9. Tron's Turn (Scars Suite) – 2:22
10. Beck Betrayed (Scars Suite) – 1:43
11. Torture (Scars Suite) – 3:33
12. Revenge (Scars Suite) – 2:41
13. Redemption (Scars Suite) – 3:29
14. Goodbye Renegade – 2:24
15. Compressed Space – 5:53
16. Renegade's Pledge - End Credits – 1:52
17. Lightbike Battle (3OH!3 Remix) – 4:43
18. Inferno (Opiuo Remix) – 5:07
19. Dyson (David Hiller Remix) – 5:00
20. Cole Plante – Rezolution – 5:00

Durata totale: 75:42